# مرض الرئة الخلالي في الطفولة
مرض الرئة الخلالي في الطفولة ، والذي يُختصر أحيانًا باسم الطفل ، هو عائلة من الاضطرابات المزمنة والمعقدة النادرة التي تؤثر على رئتي الأطفال.  تؤثر هذه الاضطرابات في الرئتين على النسيج الخلالي، وهو المساحة المحيطة بالحويصلات الهوائية في الرئتين. بالنسبة لهذه الاضطرابات ، تتأثر الحويصلات الهوائية عادةً بالتغيرات الالتهابية والتليفية التي يمكن أن تؤدي إلى ضيق التنفس ، وتسلل منتشر في الصور الشعاعية للصدر ، واختبارات وظائف الرئة غير الطبيعية. 
لا تحدث جميع أنواع أمراض الرئة الخلالية التي تحدث عند البالغين أيضًا عند الأطفال، والعكس صحيح.  مجموعة الاضطرابات غير متجانسة، وهناك تعريفات مختلفة لما يجب أن يصنف على أنه اضطراب الأطفال. 
يُع دمرض الرئة الخلالي في مرحلة الطفولة حالة خطيرة ، مع ارتفاع معدلات المراضة والوفيات.  الأشخاص المصابون بالأطفال أكثر عرضة للإصابة بفرط ضغط الدم الرئوي ، كما أن تطور ارتفاع ضغط الدم الرئوي مرتبط بضعف معدلات البقاء على قيد الحياة.

## التصنيف
يتم تضمين العديد من الشروط في هذه المجموعة من الأمراض. وقد تم تصنيفها إلى ثلاث مجموعات:
اضطرابات الطفولة، بما في ذلك مشاكل الرئة الناجمة عن اضطرابات النمو، وتشوهات النمو، والاضطرابات المرتبطة بالتفاعل السطحي؛
فئات أخرى غير محددة لمراحل الطفولة، مثل المشاكل المتعلقة بالعدوى والاضطرابات المناعية؛ و
اضطرابات أخرى غير قابلة للتصنيف.

## التشخيص
الحصول على صور ذات جودة كافية هو أكثر صعوبة مما كانت عليه في البالغين. قد يكون التصوير كافيا أو غير كاف للتشخيص.
وتشمل طرق التشخيص تخطيط صدى القلب، والتصوير المقطعي المحوسب، واختبار وظائف الرئة، وتنظير القصبات الهوائية، والاختبار الجيني، والخزعة.

## العلاج
على الرغم من عدم وجود علاج للطفل، تشمل العلاجات الشائعة العلاج بالأوكسجين، مزيلات الرجفان، التغذية الإضافية، والأدوية المجسمة. في حالات الأطفال الشديدة، قد تنفذ عملية زرع رئة.